# Wasserturm Kirchhammelwarden
Der Wasserturm Kirchhammelwarden ist ein 1930 errichteter Wasserturm im Braker Ortsteil Kirchhammelwarden. Er wurde in den 1990er Jahren vom kommunalen Betreiber stillgelegt und danach verkauft. Sein Schicksal ist ungewiss.

## Geschichte
Der Wasserturm Kirchhammelwarden wurde 1930 für das Wasserwerk Elsfleth-Brake nach Entwurf des Bremer Architekten Otto Blendermann auf dem Grundstück Stedinger Landstraße 23 errichtet. Seine späteren Namen erhielt er nach dem nahe gelegenen Ort, für dessen Trinkwasserversorgung er diente. Dieser Ort wurde später eingemeindet.

## Bauwerk

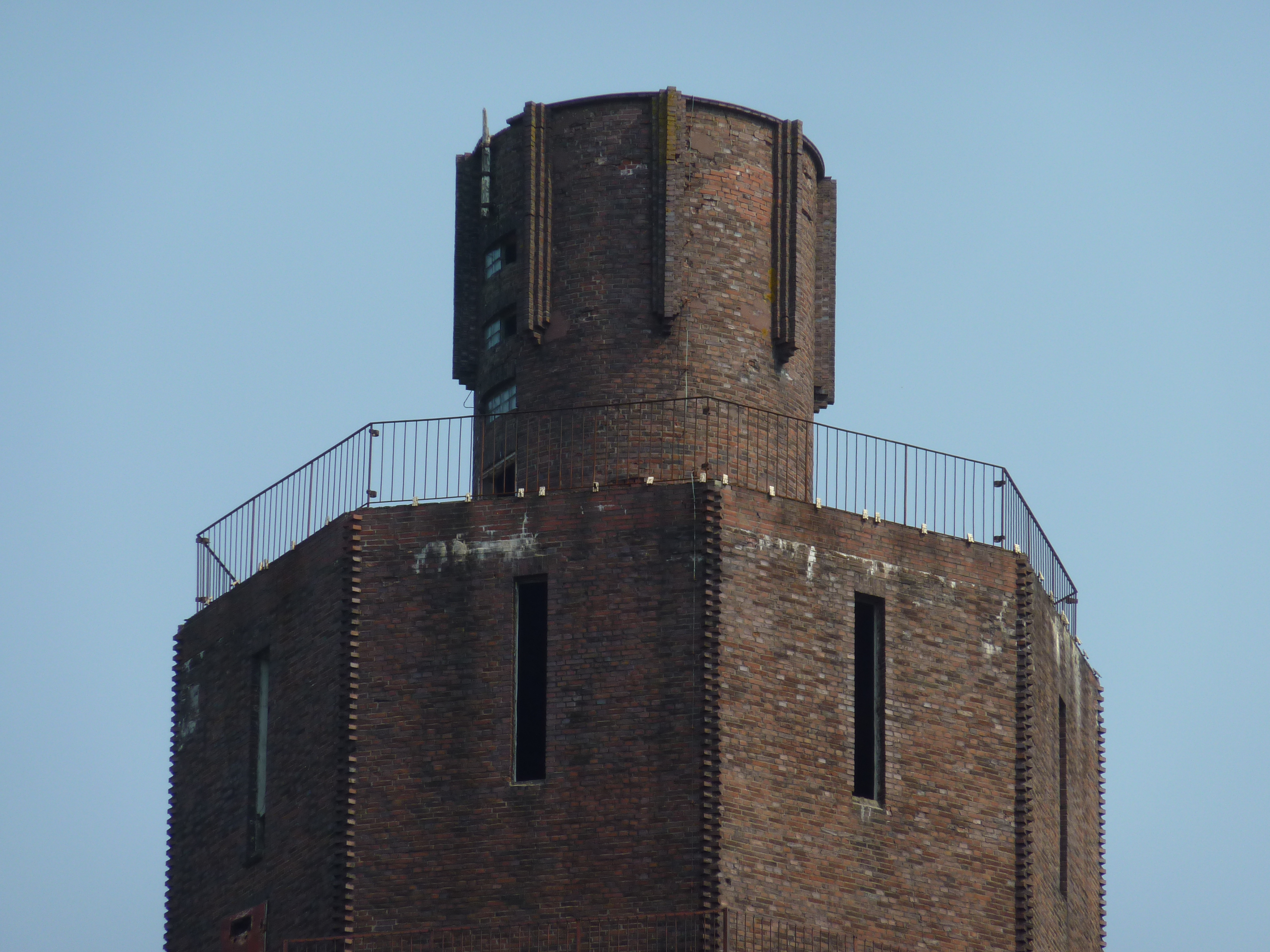
Oberteil des Wasserturms

Der 53 Meter hohe Turm mit einem Durchmesser von etwa elf Metern ruht auf einem etwa einem Meter hohen Sockel, der ihn vor dem hohen Grundwasserspiegel in der Wesermarsch schützt. Seine Pfahlgründung besteht aus 96 Holzpfählen mit einer Länge von 14 Metern. Im Gegensatz zum Rest des Turms sind diese Pfähle im 21. Jahrhundert noch in gutem Zustand, da sie komplett unter dem Grundwasserspiegel liegen. Die Erdgeschossebene des Turms ist durch ein Gesims vom übrigen Turmschaft abgesetzt. Dieser enthält acht Stahlbeton-Stützen, die durch Querriegel verstärkt sind und das Gewicht des Aufbaus tragen. Die Konstruktion wird durch einschaliges Sichtmauerwerk verdeckt. Auf einer Höhe von etwa 39 Metern umgibt ein Balkon den Raum für einen rund sieben Meter hohen Wasserbehälter mit einem Fassungsvermögen von 300 Kubikmetern. Dieser zylindrische Wasserbehälter bestand aus genietetem Stahlblech; der Tankboden hatte die Form eines Kugelsegments. Über dem Raum für den Wasserbehälter befindet ist ein Galeriegeschoss und ein schmaleres etwa sechs Meter hohes Aussichtstürmchen, das einen Fahnenmast trägt. Im Schaft sind eine hölzerne Treppe sowie die Steig- und Fallrohre untergebracht. Er wird durch rechteckige Fenster beleuchtet, während sich im Tropfbodenbereich runde Fenster befinden.
Der Grundriss des Turms ist achteckig und er verjüngt sich kaum nach oben hin, die Aussichtsplattform ist nicht gesondert überdacht.

## Probleme

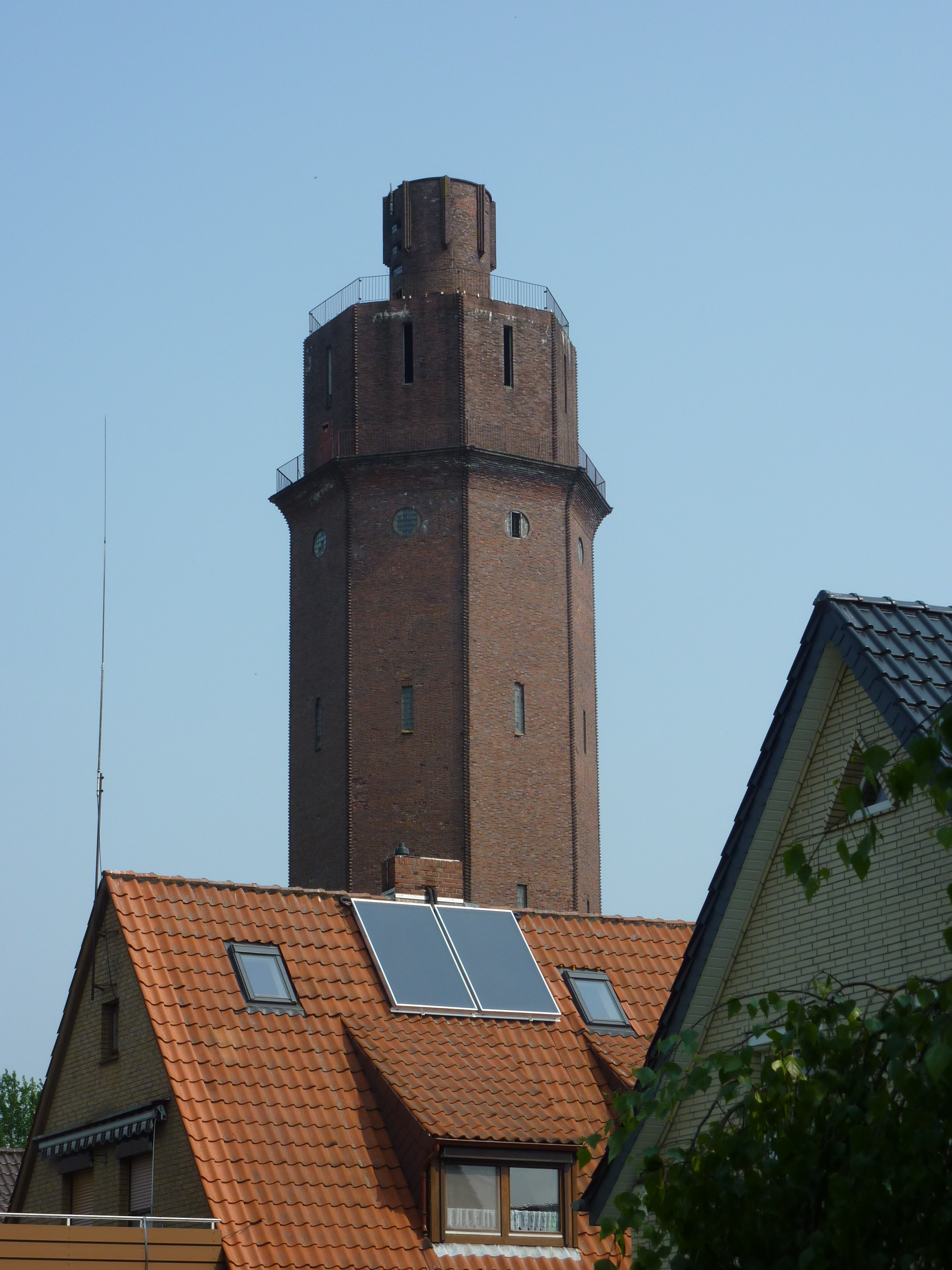
Turm hinter Wohnbebauung

Der Wasserturm Kirchhammelwarden war im Besitz des Oldenburgisch-Ostfriesischen Wasserverbands (OOWV). Dieser Verband rüstete die Wasserwerke mit Druckpumpen aus, so dass der Fallturm nicht mehr gebraucht wurde. Er wurde in den 1980er Jahren an einen privaten Eigentümer verkauft, der ihn aber nicht mehr genutzt hat. Verschiedene Pläne und Vorschläge zu einer Umnutzung im Sinne des Denkmalschutzes wurden nicht umgesetzt. Der Protest einer Anwohnerin wegen herabfallender Ziegel löste 2010 eine jahrelange öffentliche Debatte über den Abriss des Turms aus.
Der Turm steht auf einem umfriedeten Grundstück, in dessen Nachbarschaft sich Wohnbebauung befindet, und stellt durch herabfallende Fassadenteile eine Gefahr für seine Umgebung dar. Im Februar 2011 wurde er von Beauftragten des Monumentendienstes erstiegen, die sich an der Außenseite abseilten und lose Bauteile einsammelten, die auf die umliegenden Grundstücke zu stürzen drohten. Ihre Gutachten ergaben erhebliche Schäden am Turm durch eindringende Feuchtigkeit.
Nach Angaben des Eigentümers steht der Turm zum Verkauf, jedoch fänden sich keine Kaufinteressenten. Eine erneute Begutachtung durch den Monumentendienst im Jahr 2015 ergab Schäden an Fugen, Mauerwerk, Betongerüst, Fenster, Treppe und Dach. Für eine Sanierung müsste der Turm eingerüstet werden. Theoretisch könnte der Eigentümer eine Abrissgenehmigung beantragen, müsste aber die Kosten für einen Abriss aufbringen.